# Àngel Fabregat Morera
Àngel Fabregat Morera (Belianes, Lleida, 1965) és un escriptor català i un professional de les TIC . Fou membre de l'AJELC (Associació de Joves Escriptors en Llengua Catalana) entre 1986 i 1990. Període en el qual va obtenir destacats guardons per a joves (Espurna del Clot (1987), Gabriel Ferrater d’Òmnium Cultural Baix Camp (1988), el Premi Amics de la UNESCO juvenil (1988), el Sant Jordi per a Joves de l’Institut Català Serveis Joventut (1989), o el Premi Ateneu Igualadí (1990)). Després de publicar el seu primer poemari a Columna, inexplicablement deixa la literatura fins a retrobar-la l’any 2008. Fins ara ha publicat 4 llibres més obtenint premis de relleu dins l’àmbit de la poesia. Té una pàgina al Facebook de literatura breu amb a prop de vint mil seguidors . És membre de la AELC (Associació d’Escriptors en Llengua Catalana) .

## Obra
- Antologia d'un Onatge (Ed. Columna, 1990)[1] ISBN 978-84-7809-218-5
- El Cielo en Ruinas (Me Gusta Escribir, 2015)[2] ISBN 978-8-4911-2016-2
- L'Última Llum (Caligrama, 2019) ISBN 978-84-177-7277-2
- L'Estany Buit (Edicions Documenta Balear, 2020) ISBN 978-84-17113-89-6
- Cossos afeblits (Onada Edicions, 2021) ISBN 978-84-18634-15-4

## Premis literaris
- Premi e-poemes de La Vanguardia 2009.[3]
- Premi de Poesia Josefina Oliveras 2010, 2017 i 2019.[4] [Enllaç no actiu]
- Premi de Poesia Francesc Candel 2010 i finalista 2017.[5]
- Premi de Narrativa Sant Andreu de la Barca 2012 i 2016.
- Premi Joan Maragall de Poesia 2013 i Premi Joan Maragall de Narrativa 2015.[6]
- Premi Puigmarí de Poesia 2013, 2014, 2016, 2017 i 2018.[7]
- Premi Terra de Fang 2014.
- Premi Solstici de Taradell de Poesia 2016.
- Finalista Premio Caligrama de Penguin Random House Grupo Editorial Categoria Best Seller 2017  y Categoria Talento 2019.
- Premi de Poesia Premià de Mar 2017.
- XXXII Premi Guillem Colom Ferrà de poesia Vall de Sóller 2019.
- 38è Premi de poesia Mossèn Ramon Muntanyola (2020) .
- 16è Premi de poesia Enric Gall d'Òmnium Cultural de Terrassa (2020)
- 23è Premis Ciutat de Sagunt 2020 de poesia.
- Premi Francesc Català de poesia d’Òmnium Cultural Catalunya Nord (2021)
- VII Premi relats dramatitzats Ricard Pujolràs (2022)
- Premi Grandalla Crèdit Andorrà de poesia del Principat d'Andorra 2022
- Premi Drac de poesia de l'Òmnium Cultural del Solsonès [Enllaç no actiu]